# Giro d'Italia de 1934
Giro d'Italia de 1934 foi a vigésima segunda edição da prova ciclística Giro d'Italia (Corsa Rosa), realizada entre os dias 19 de maio e 10 de junho de 1934.
A competição foi realizada em 17 etapas com um total de 3.706 km.
O vencedor foi o ciclista Learco Guerra. Largaram 105 competidores cruzaram a linha de chegada 52 corredores.